# Secret Sunshine
Secret Sunshine (en coreà 밀양 - Miryang) és una pel·lícula sud-coreana dirigida per Lee Chang-dong, estrenada el 2007.

## Argument
Com a conseqüència de la defunció del seu marit, Shin-ae s'instal·la amb el seu fill petit a la ciutat natal d'aquell, anomenada Miryang (o "Sol secret", d'aquí el títol en anglès Secret Sunshine). Entre els seus cursos de piano, les seves noves relacions i Jong-chan, el patró d'un garatge que intenta seduir-la, aquesta dona dolça i discreta comença una nova existència. Fins al dia en què la tragèdia colpeja de nou.

## Repartiment
- Jeon Do-yeon: Shin-ae, jove vídua i mare d'un noi
- Song Kang-ho: Jong-chan, solter de 39 anys, enamorat de Shin-ae
- Jo Yeong-jin
- Kim Mi-kyung
- Kim Yeong-jae
- Ko Seo-hie
- Park Myeong-shin

## Premis i nominacions

### Premis
- Premi a la interpretació femenina per Jeon Do-yeon al Festival Internacional de Cinema de Canes 2007

### Nominacions
- Palma d'Or al Festival de Cannes el 2007.